# Juan José Lucas
Juan José Lucas Giménez (ur. 10 maja 1944 w El Burgo de Osma) – hiszpański polityk, nauczyciel akademicki i samorządowiec, parlamentarzysta, działacz Partii Ludowej, w latach 1991–2001 prezydent Kastylii i Leónu, następnie do 2002 minister, od 2002 do 2004 przewodniczący Senatu.

## Życiorys
Z wykształcenia prawnik, absolwent Uniwersytetu Complutense w Madrycie, na którym później pracował jako nauczyciel akademicki. Następnie zatrudniony w administracji państwowej, m.in. w INEM, podległej ministerstwu pracy instytucji zajmującej się kwestiami zatrudnienia. Na początku lat 80. był m.in. dyrektorem delegatury w prowincji Soria i zastępcą dyrektora generalnego.
Działacz Sojuszu Ludowego i następnie Partii Ludowej. W latach 1985–1986 był członkiem władz miejskich w Sorii oraz przewodniczącym Diputación Provincial de Soria, kolegialnego organu zarządzającego prowincją. W latach 1986–1987 i 1989–1991 sprawował mandat posła do Kongresu Deputowanych. W latach 1987–1989 był wiceprzewodniczącym rządu Kastylii i Leónu. Na początku lat 90. został przewodniczącym Partii Ludowej w tym regionie w miejsce José Maríi Aznara. W 1991 z powodzeniem ubiegał się o urząd prezydenta Kastylii i Leónu, który sprawował do 2001.
W 1994 został członkiem Komitetu Regionów, w którym w latach 1998–2001 pełnił funkcję przewodniczącego grupy Europejskiej Partii Ludowej. Z urzędu prezydenta regionu zrezygnował w lutym 2001, kiedy to premier José María Aznar powołał go na ministra ds. prezydencji w swoim gabinecie. Stanowisko to zajmował do lipca 2002. W tym samym roku powołany w skład hiszpańskiego Senatu z ramienia regionalnych kortezów. W październiku 2002 wybrany na przewodniczącego tej izby, funkcję tę pełnił do marca 2004. Pozostał członkiem Senatu kolejnych kadencji, w latach 2004–2016 pełnił w nim funkcję wiceprzewodniczącego.